# Barbara Prakopenka

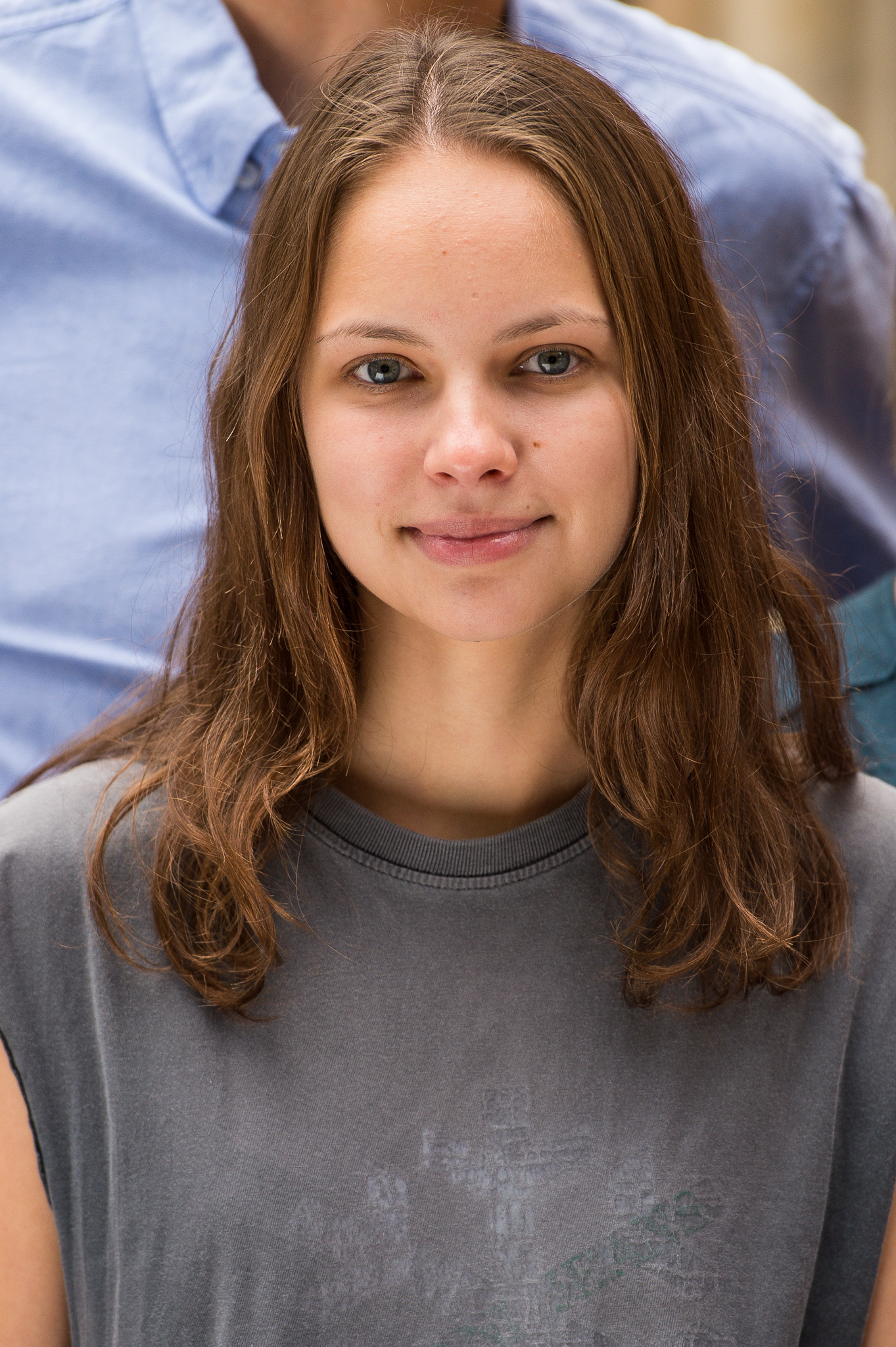
Barbara Prakopenka (2015)

Barbara Prakopenka (* 29. April 1992 in Gomel, Belarus) ist eine deutsche Schauspielerin.

## Werdegang
Mit zwei Jahren kam Barbara Prakopenka mit ihrer Familie aus Belarus nach Hamburg. Von 2008 bis 2011 absolvierte sie ihre Schauspielausbildung an der Freien Schauspielschule Hamburg.
Von September 2010 bis April 2011 war sie in ihrer ersten Serienhauptrolle in der ZDF-Telenovela Lena – Liebe meines Lebens als ‚Jasmin Blohm‘ zu sehen. Danach spielte sie diverse Episodenrollen in verschiedenen Fernsehserien und -reihen wie SOKO Wismar, SOKO Leipzig, Tatort oder Notruf Hafenkante. Von Mai 2012 bis 2014 drehte sie für die RTL-Daily Unter uns, wo sie als ‚Kira Beckmann‘ ebenfalls im Hauptcast vertreten war.
Von 2016 bis 2017 war sie auf YouTube in der Titelrolle der Webserie Alles Liebe, Annette zu sehen.
Im Zeitraum von März bis Juli 2021 spielte sie in der RTL-Fernsehserie Alles was zählt die Eiskunstläuferin ‚Greta Voss‘.
Barbara Prakopenka spricht Russisch, Deutsch und Englisch fließend. Sie lebt in Hamburg.

## Filmografie
- 2006: Die Rettungsflieger – Für immer und ewig
- 2007: Innere Werte
- 2009–2011, 2018: Notruf Hafenkante (3 Episoden)
- 2009: SOKO Leipzig – Luftnummer
- 2009: Wie die Wolken (Kurzfilm)
- 2010–2011: Lena – Liebe meines Lebens (135 Episoden)
- 2011: Danni Lowinski
- 2011: SOKO Wismar – Zurück in die Wirklichkeit
- 2011: Stillstand (Kurzfilm)
- 2011–2012: Heiter bis tödlich: Nordisch herb
- 2012: Der Kriminalist – Dolly 2.0
- 2012–2014, 2019: Unter uns (135 Episoden)
- 2012: Tatort: Wegwerfmädchen (Fernsehreihe)
- 2012: Tatort: Das goldene Band
- 2012: Al Bustan (Kurzfilm)
- 2015: Letzte Spur Berlin – Fluchtversuch
- 2015: Rote Rosen (16 Episoden)
- 2015: Zwei Leben. Eine Hoffnung
- 2015: SOKO Leipzig – Online-Girl
- 2016: Hotel Heidelberg – Kommen und Gehen
- 2016: SOKO Wismar – Der Legionär
- 2016: Ein starkes Team: Geplatzte Träume (Fernsehreihe)
- 2016: Polizeiruf 110: Der Preis der Freiheit (Fernsehreihe)
- 2016: Tatort: Das Recht, sich zu sorgen
- 2016: In aller Freundschaft – Die jungen Ärzte – Freundschaftsdienste
- 2016: Hotel Heidelberg: Kommen und Gehen
- 2016–2017: Alles Liebe, Annette[5] (26 Episoden)
- 2017–2018: In aller Freundschaft – Sprachlos, Gefühlte Ewigkeit, Fürchtet euch nicht! (3 Episoden)
- 2017–2018: Die Eifelpraxis (Fernsehserie, 5 Folgen)
- 2017: Die Chefin – Zieh Dich aus
- 2017: Familie Dr. Kleist – Große Kinder, große Probleme
- 2018: Notruf Hafenkante – Matrjoschka
- 2018: Beck is back! – Neun Minuten
- 2018: Bettys Diagnose – Von Liebe und Leid
- 2018: Helen Dorn: Schatten der Vergangenheit (Fernsehreihe)
- 2018: Blind ermittelt – Die toten Mädchen von Wien (Fernsehreihe)
- 2018: Abgeschnitten
- 2018: Die Braut vom Götakanal (Fernsehreihe)
- 2018: Skin Creepers
- 2019: Beck is back! – Tod den Tyrannen
- 2019: SOKO Stuttgart – Der letzte Tanz
- 2019: Alarm für Cobra 11 – Die Autobahnpolizei – Auf Bewährung
- 2019–2020: Schwester, Schwester – Hier liegen Sie richtig! (Fernsehserie, 5 Episoden)
- 2020: Blutige Anfänger (Fernsehserie, 3 Episoden)
- 2020: In Wahrheit: Jagdfieber (Fernsehreihe)
- 2020: Ziemlich russische Freunde (Fernsehfilm)
- 2021: WaPo Bodensee – Helden
- 2021: Praxis mit Meerblick – Hart am Wind (Fernsehreihe)
- 2021, 2022: Alles was zählt (Fernsehserie)
- 2021: Das Traumschiff – Schweden (Fernsehreihe)
- 2021: Das Quartett: Die Tote vom Balkon (Fernsehreihe)
- 2022: SOKO Hamburg – Erntezeit
- 2022: Helen Dorn: Das rote Tuch (Fernsehreihe)
- 2022: SOKO Köln – The Big Bukowski
- 2022: Bettys Diagnose – Er gehört zu mir
- 2023: Hotel Mondial – Vaterfreuden (Fernsehreihe)
- seit 2023: WaPo Elbe
- 2024: Hubert ohne Staller (Fernsehserie, Folge Der Tote im Heizungsraum)
- 2025: Der Bergdoktor (Fernsehserie, Folge Unverzeihlich)
- 2025: Die Stille am Ende der Nacht